# 杜村集乡
杜村集乡，是中华人民共和国河北省邯郸市临漳县下辖的一个乡镇级行政单位。

## 行政区划
杜村集乡下辖以下地区：
杜村集村、杜庄村、栾庄村、秦村、土楼村、羊羔村、三教堂村、齐楼村、东小庄村、西小庄村、关村、房村、安庄村、贺村、杜村宋村、东营村、西营村、赵庄村、高夹河村、路夹河村、西夹河村、张庄村、梅庄村、郭庄村、东冀庄村和西冀庄村。